# Петро Мятла
Петро́ Мятла́ (*1890, с. Кухцинці Дісненського повіту Віленської губернії — †12 серпня 1936, ГУЛАГ, Карелія)  — білоруський політик, громадський діяч західної Білорусі в часи Другої Речі Посполитої.

## Біографія
1906–1910 навчався в Дісенському міському училищі, в 1911–1912 на педагогічних курсах в Каунасі. Працював учителем. 1914-1917 в російській армії. Знаходився серед юнкерів Олексіївського військового училища, які виступили проти повсталого пролетаріату. Був заарештований і поміщений у в'язницю. З кінця 1917 до 1921 вчителював. З 1921 у Вільнюсі.
У 1921–1922 працював бухгалтером, завідувачем відділу Вільнюського союзу кооперації. Брав участь у створенні національно-визвольних громад та організацій, білоруських шкіл у Західній Білорусі. У 1922 р був обраний депутатом польського сейму від білоруської національної меншини. Був членом Білоруського посольського клубу.
Один з творців Білоруської селянсько-робітничої громади (БСРГ), член її Центрального Комітету. Після її розгрому 16 січня 1927 заарештований і засуджений польською владою до 12 років в'язниці. Внаслідок обміну політв'язнями з 1930 опинився в Мінську. Працював в Комісії з вивчення Західної Білорусі при Президії Білоруської академії наук (її голова 1932-1933), у ВРНГ БРСР працював заступником начальника планування, начальником сектору кадрів.
1 вересня 1933 був заарештований ГПУ БРСР у справі Білоруського національного центру. Ухвалою колегії ОГПУ СРСР від 9 січня 1934 засуджений до вищої міри покарання, яка замінена 10 роками ВТТ. Ув'язнення відбував на будівництві Біломорсько-Балтійського каналу.
Помер у таборі. Реабілітований 16 серпня 1956.